# 796

## Догађаји
- Википедија:Непознат датум — Владавина династије Абасида у Багдаду.

- Краљ Карло Велики организује инвазију на Аварски каганат, са једном војском под својим сином Пипином од Италије и другом војском под једним од својих вазала, ловенским војводом Војномиром. Две војске започињу успешну инвазију на Аварски каганат (савремена Мађарска). Они заузимају аварски „прстен“, уништавајући главнину Авара. Враћају са толико плена у злату и драгуљима да је било потребно 15 вагона, од којих сваки вуку четири вола, да би га вратили на франачку територију. Карло Велики однео је велику победу, а Франци се постављају за господара над словенским територијама Далмацијом, Славонијом и Панонијом. Франачки мисионари су послати у то подручје да преобрате паганско становништво у хришћанство.
- Краљ Офа од Мерсије и Карло Велики потписују трговински споразум и предлаже се брачни савез. Међутим, Офа умире након 39-годишње владавине, која је укључила Кент, Есекс, Сасекс и Источну Англију у царство Мерсија. Офа је сахрањен у Бедфорду, а наследио га је за кратко време његов син Егфрит, а потом и даљи рођак Коенвулф.
- Краљевина Сасекс поново постаје независна од Краљевине Мерсије након смрти краља Офе.

## Смрти
- Википедија:Непознат датум — Преподобни мученици Јован и други - хришћански светитељи.